# Lisci
La famiglia Lisci è stato un nobile casato del patriziato toscano, originario di Volterra. Ha raggiunto il suo massimo splendore durante il Granducato di Toscana, e ha visto alcuni dei suoi membri trasferirsi in Sardegna.

## Storia
I Lisci facevano parte di quelle famiglie estrattive popolari e commerciali che avevano consolidato i loro beni a Volterra fin dal XIV secolo, opponendosi al ceto plutocratico.
Li troviamo nel catasto fiorentino del 1429 di sei famiglie volterrane (Incontri, Fei, Riccobaldi, Broccardi e Marchi), ciascuna del valore di oltre 3000 fiorini. In quell'epoca, nel 1432, l'esproprio catastale scatenò una congiura volta a rovesciare l'allora governo volterrano, i fratelli Benedetto, J.D., ed i fratelli Giovanni detti Nanni Lisci furono associati alla potente famiglia Inghirami. Insieme a questi ultimi appoggiarono poi il ritorno a Firenze di Cosimo de' Medici, che li aveva aiutati contro il governo Albizi.

I Lisci contrassero matrimonio anche con la famiglia dei marchesi Ginori, fondando così il ramo dei Ginori Lisci.

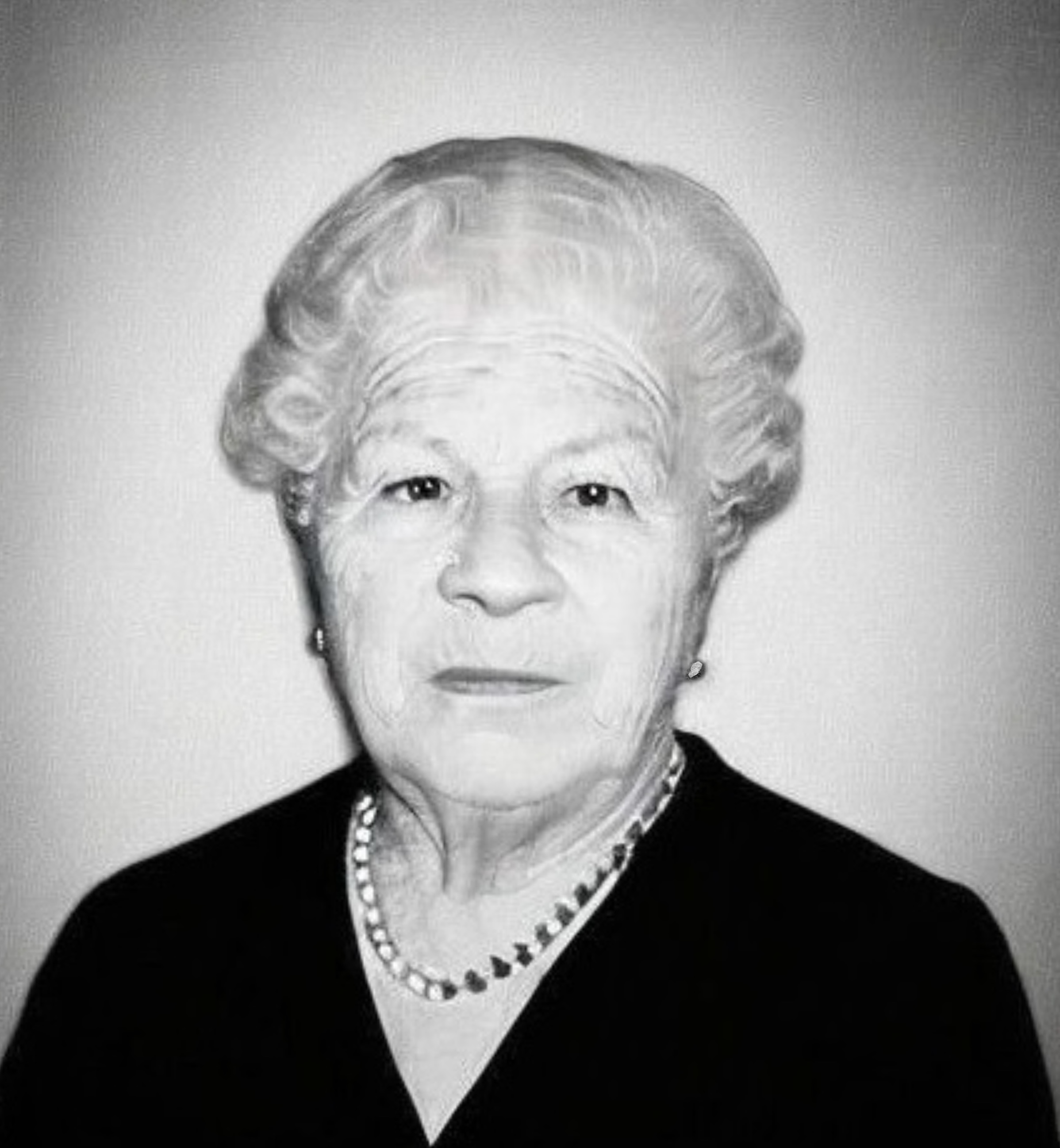
Ritratto di Caterina Lisci (1926-2020), figlia del Cav. Giovanni Lisci

## Principali componenti
- Cino Lisci, nobile fiorentino;
- Costanza Lisci, moglie del conte Giovanni Guidi;
- Maria Francesca Lisci (1765-1847), figlia di Benedetto Lisci, patrizio di Volterra, fondatrice del ramo Ginori-Lisci;
- Giovanni Lisci (1897-1975), Cavaliere di Vittorio Veneto